# Aziza Mustafa Zadeh
Aziza Mustafa Zadeh (Əzizə Mustafazadə în ortografia azeră) (născută în 19 decembrie 1969) este o cântăreață, pianistă și compozitoare de jazz originară din Baku, (Azerbaidjan). Este fiica pianistului și compozitorului Vagif Mustafa Zadeh și a cântăreței georgiene Eliza Mustafa Zadeh. 
Interesului interpretei pentru muzica de jazz s-a creat în mediul de familie. Artista a fost influențată în special de îmbinarea dintre jazz și repertoriul de mugham, tipic tradiției muzicale culte din Azerbaidjan, îmbinare practicată de Vagif Mustafa Zadeh. De la o vârstă fragedă ea fost instruită în domeniul muzical și cel al dansului și l-a însoțit pe tatăl ei în turnee. Din copilărie ea a dat dovadă de un remarcabil talent muzical, mai ales ca pianistă, interpretându-i cu ușurință pe Chopin și Bach. Acești compozitori fac parte până în prezent din repertoriul preferat al muzicienei. După moartea tatălui în timpul unui turneu, în anul 1979, mama tinerei artiste a renunțat la propria carieră pentru a se dedica educației muzicale ale fiicei. Eliza Mustafa Zadeh este până în prezent impresara Azizei. 
La vârsta de 17 ani pianista câștigă în Washington D.C. concursul de pian Thelonious Monk, cu mai multe compoziții ale acestui celebru pianist de jazz, îmbogățite cu melisme împrumutate din muzica azeră. Influența muzicii tradiționale asupra improvizațiilor artistei se manifestă apoi mai ales în albumele Seventh Truth și Shamans. În timp ce albume de succes ca Aziza Mustafa Zadeh sau Jazziza conțin mai ales interpretări de "jazz standards", cu unele prelucrări orientale sau clasice ale temelor, muzica unui album ca Seventh Truth se orientează de exemplu mai mult după modelul caucazian. Astfel, piesa Ay Dilber, primul titlu al albumului, este o prelucrare destul de fidelă a cântecului popular Iraq Täsnifi, cunoscut în muzica azeră mai ales prin interpretarea cântărețului Alim Qasimov.
Primul album determină și aprecierea Azizei Mustafa Zadeh ca interpretă vocală. Renumele îi este apoi consolidat de albumul Always, căruia îi urmează colaborarea cu doi celebri interpreți de jazz precum Al DiMeola și Bill Evans, pentru albumul de fuziune Dance of Fire. 

## Discografie
- Aziza Mustafa Zadeh (1991)
- Always (1993)
- Dance of Fire (1995)
- Seventh Truth (1996)
- Jazziza (1997)
- Inspiration - Colors & Reflections (2000)
- Shamans (2002)
- Contrasts (2006)